# Afrikansk vandrarmal
Afrikansk vandrarmal, ibland med handelsnamnet ålmal (Clarias gariepinus) är en fiskart som först beskrevs av William John Burchell 1822.  Afrikansk vandrarmal ingår i släktet Clarias, och familjen Clariidae. Inga underarter finns listade i Catalogue of Life.

## Bildgalleri

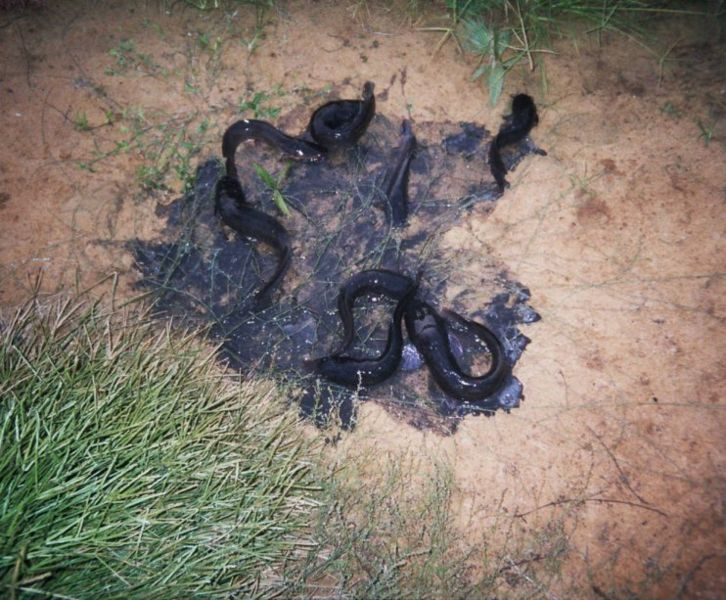
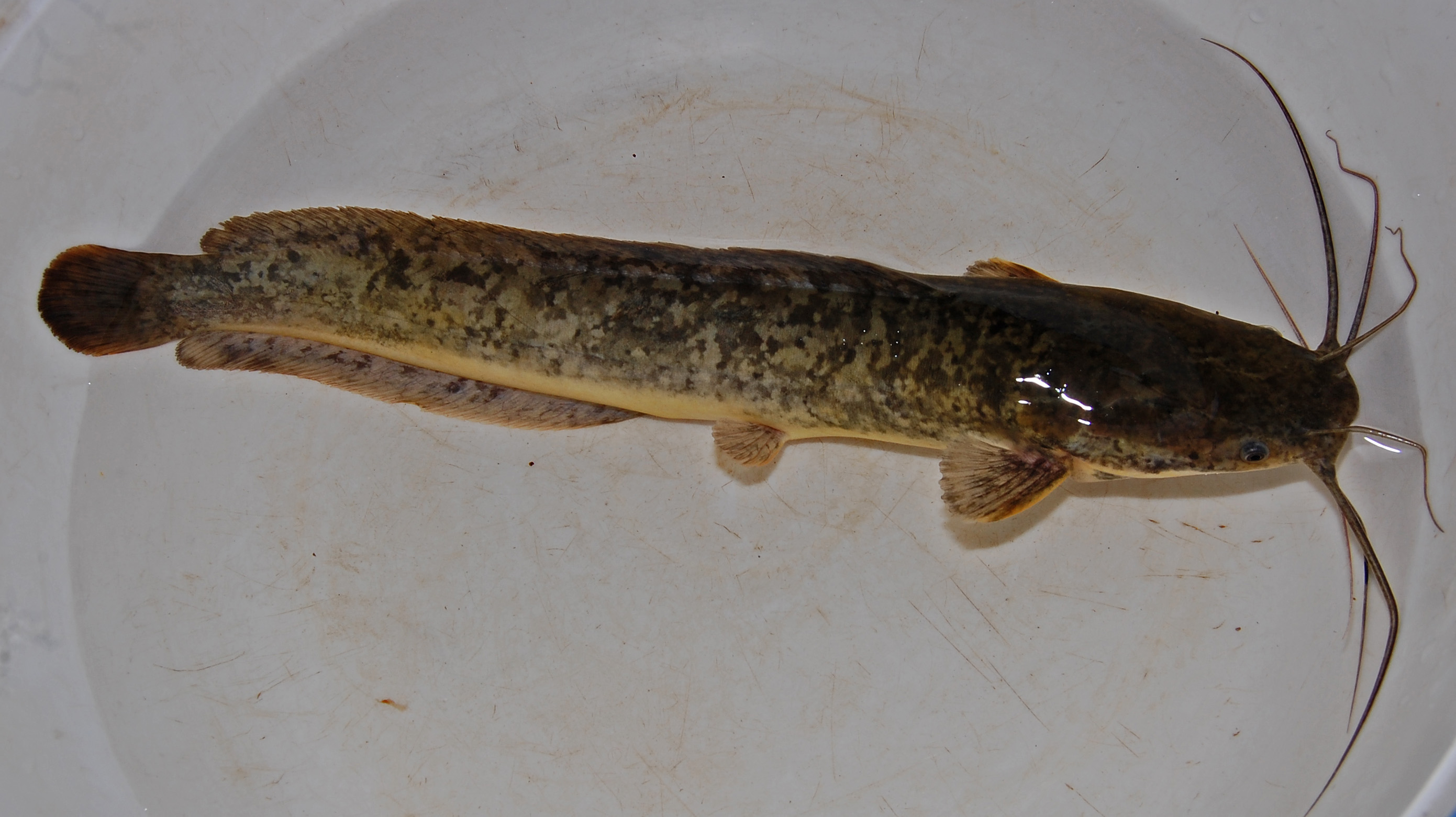
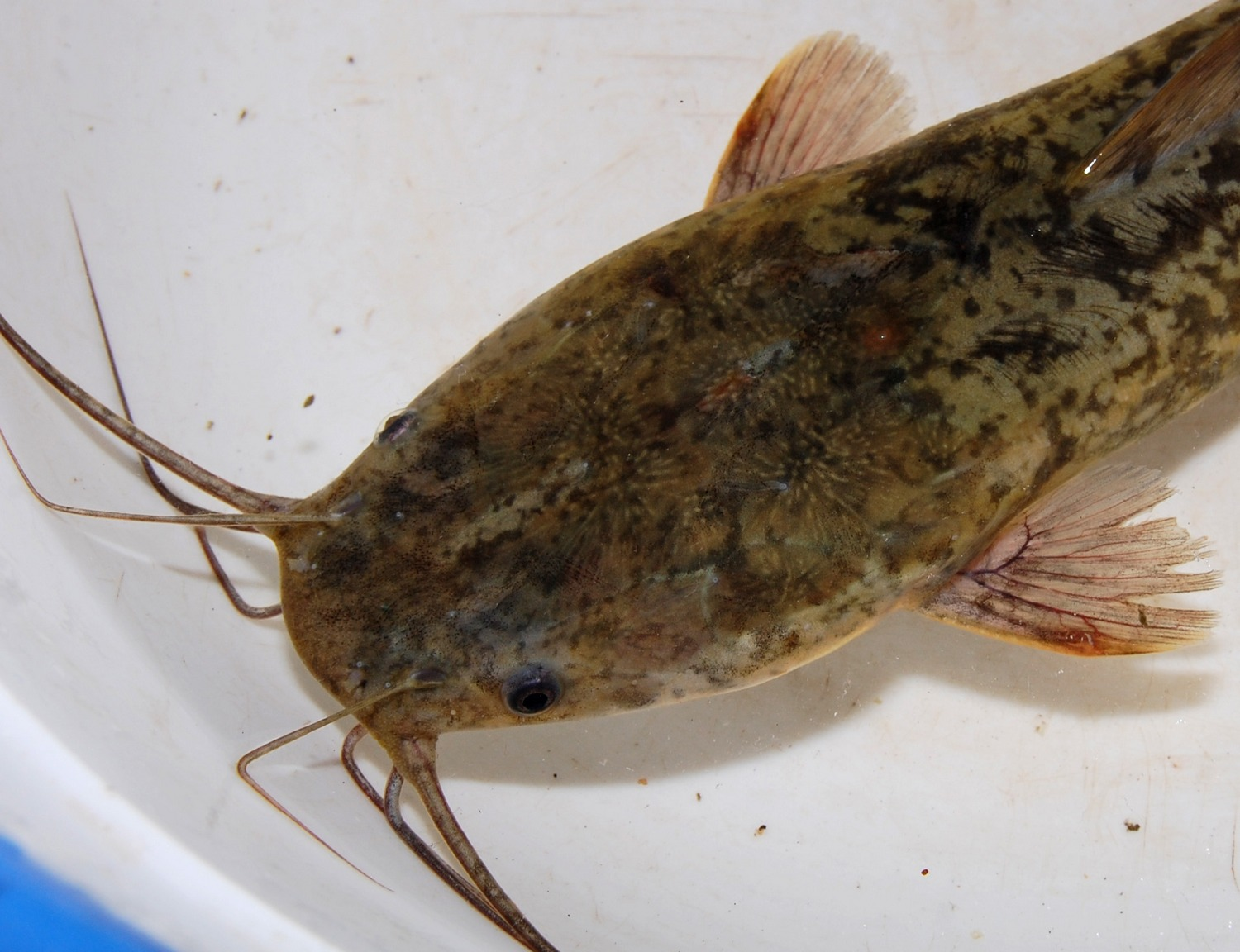
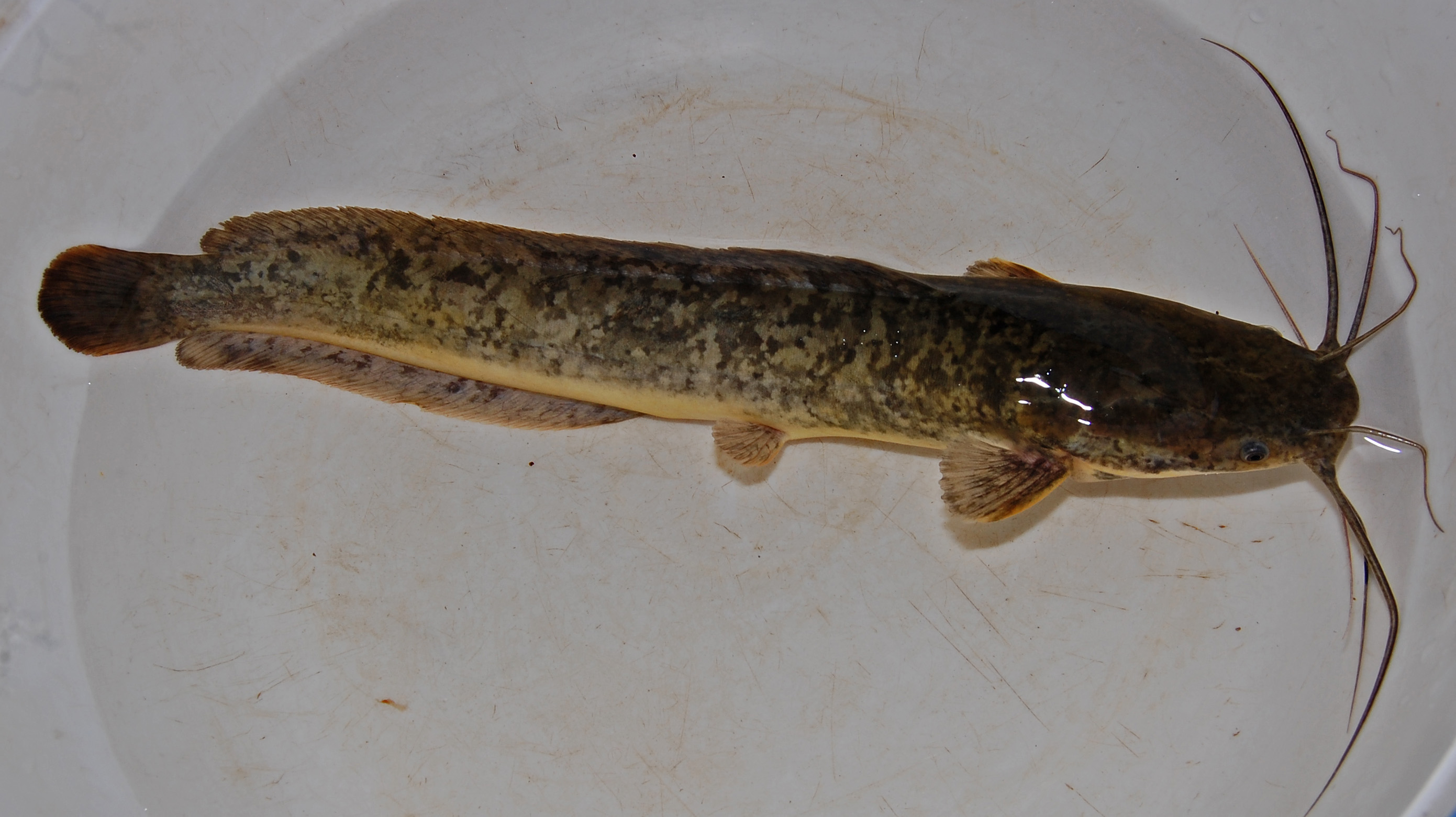
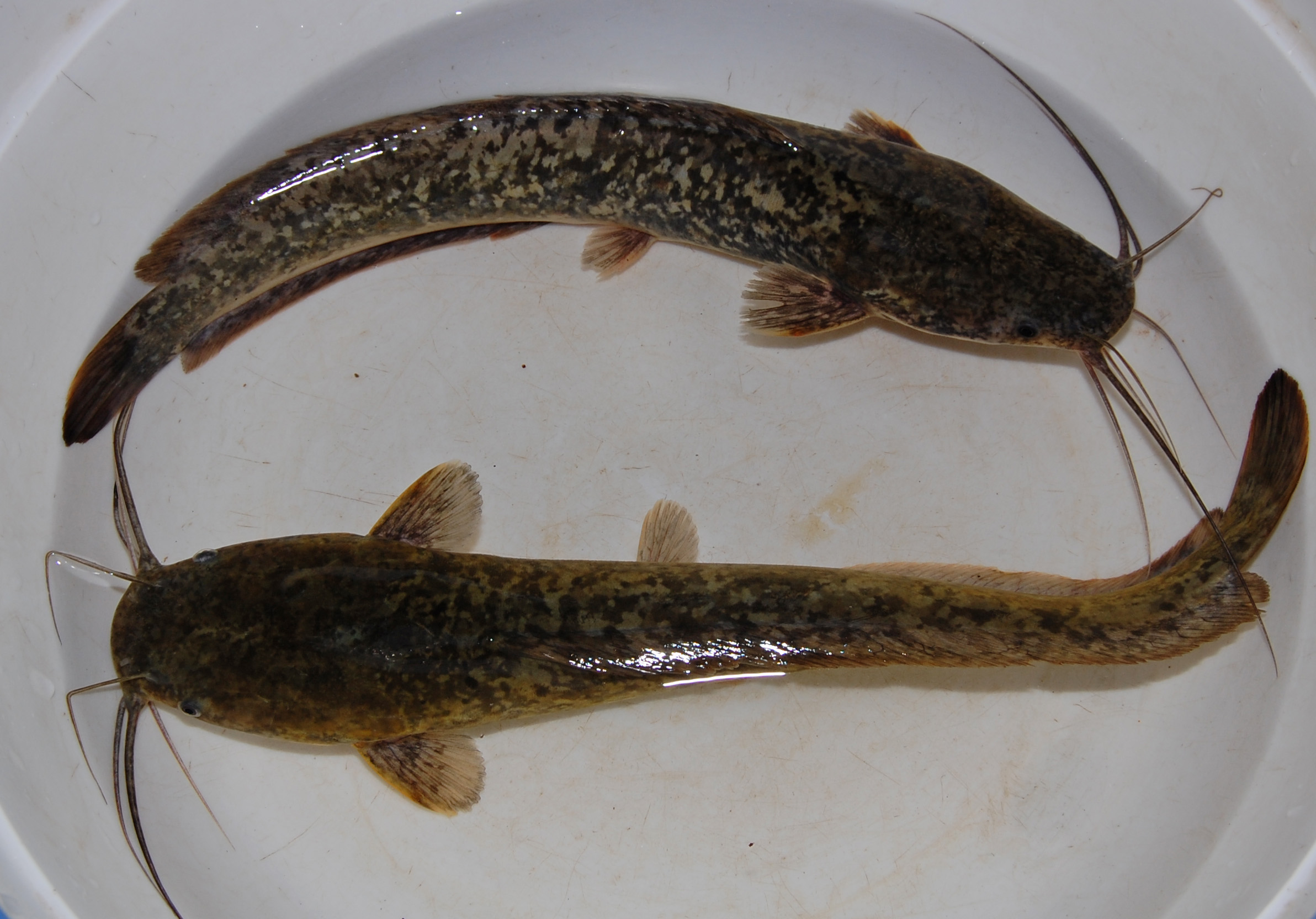
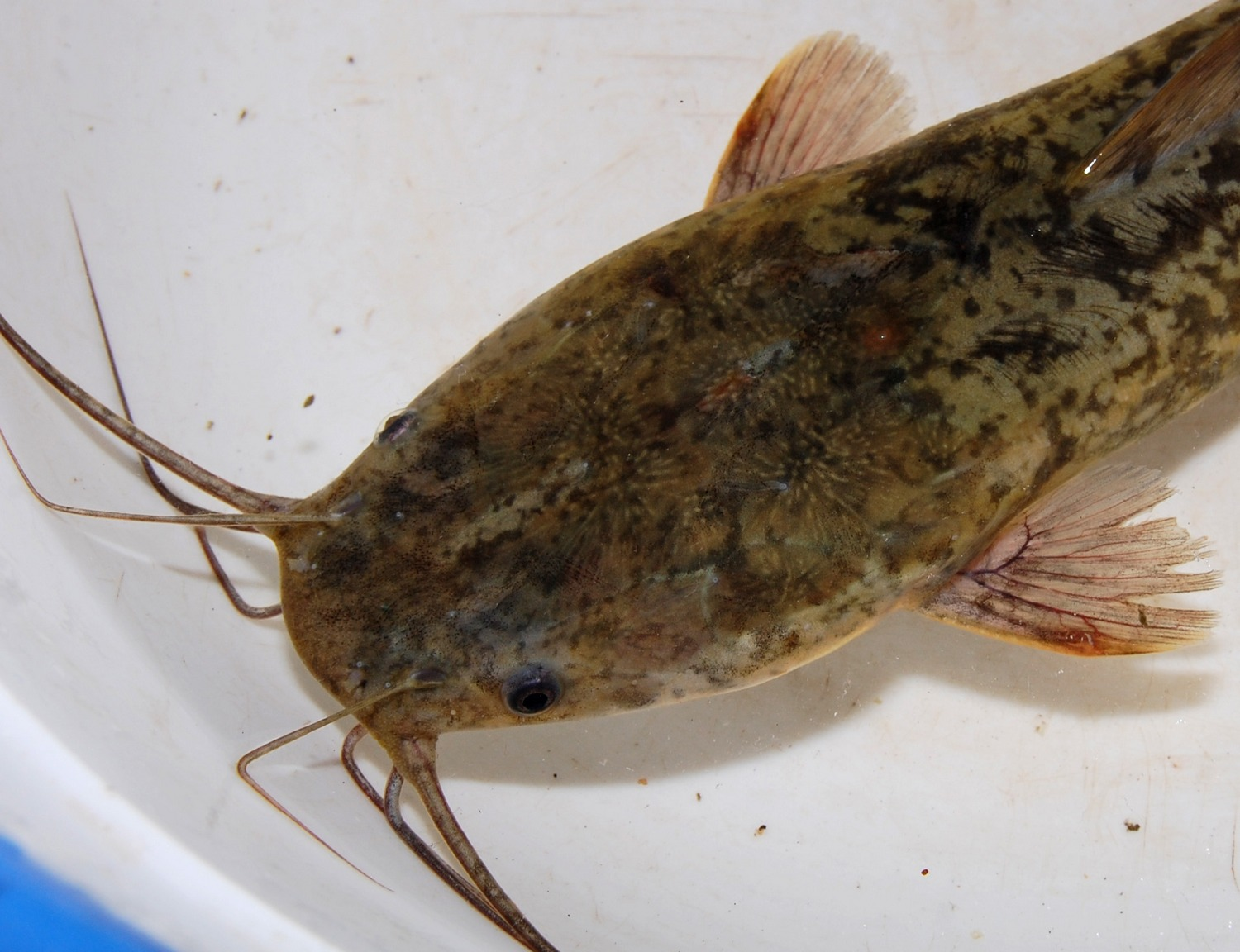